# Magdaléna Grambová z Grambu
Magdaléna Grambová z Grambu (rozená Reichlin von Meidegg, okolo 1600 – 24. července 1671 Vamberk) byla česká-belgická šlechtična a filantropka, manželka Kašpara Gramba z Grambu, spoluzakladatelka tradice umělecké krajky na Vamberku.

## Život

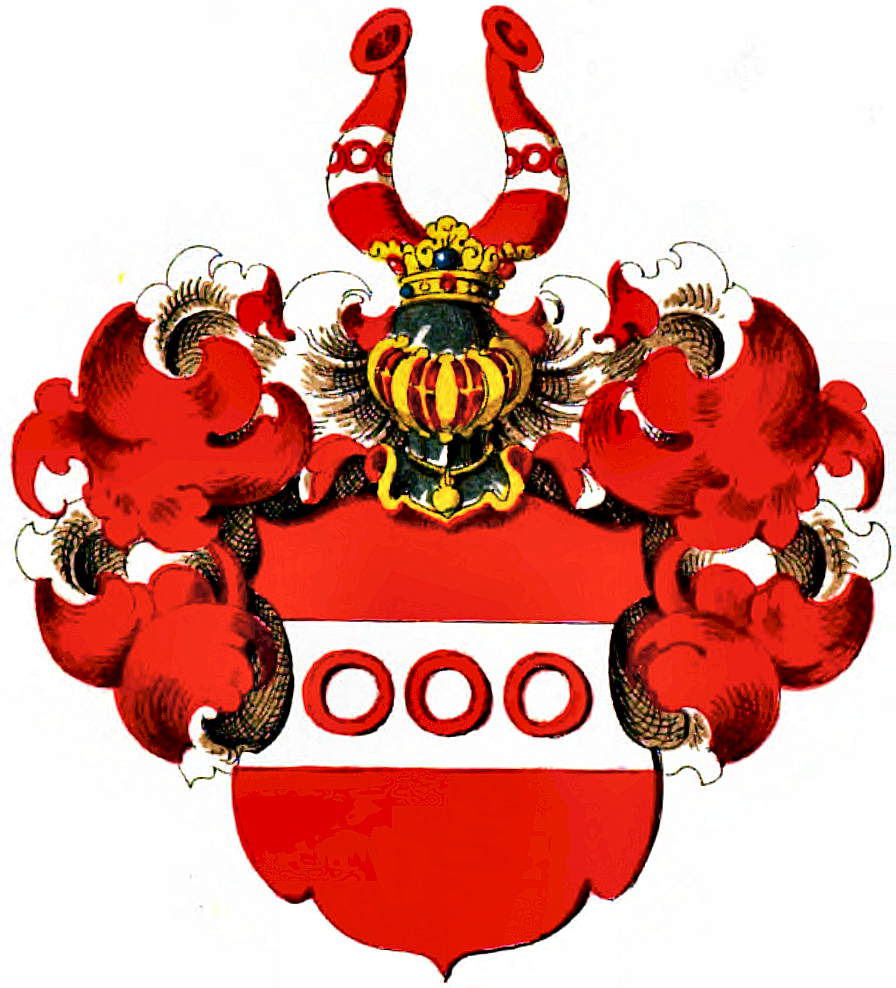
Erb rodu Reichlin von Miedegg

### Mládí
Narodila se do šlechtické rodiny Reichlin von Meidegg, podle názoru historiků ve 21. století, v okolí Bodamského jezera. V mládí byla provádan za flanderského šlechtice Kašpara Gramba z Grambu. Ten sloužil jakožto plukovník v císařské habsburské armádě při potlačení stavovského povstání v armádě císaře Ferdinanda II. a po jeho porážce pak levně získal panství Vamberk ve východních Čechách, v rámci pobělohorských konfiskací původně odejmuté rodu Percingarů z Bydžína, kam roku 1627 s manželkou přesídlili. Gramb pak na panství proslul neúprosným vybíráním robotních povinností.

### Majitelkou panství
Poté, co její manžel roku 1633 zemřel, mj. na následky bojového nasazení ve třicetileté válce, stala se Magdaléna majitelkou panství Vamberk, Potštejn a Kostelec nad Orlicí. Dne 21. září 1637 vydala privilegium, jímž svým poddaným zmírnila robotní povinnosti a nebránila svobodnému provozování řemesel. Roku 1639 se podruhé provdala za Ottu Jindřicha Štose z Kounic. Panstvím vládla až do své smrti.

### Paličkovaná krajka
Podle zdejší tradice to měla být právě ona, která z Flander, kde s prvním manželem žili, přivezla umění paličkované krajky. Naučila prý řemeslu vamberské ženy, které je rozšířily v celém regionu. Podle jiné legendy to byly řeholnice řádu voršilek z belgického Lutychu, které po roce 1655 začaly v Čechách dívky vyučovat mimo jiné i paličkování. Jisté je, že díky jejímu vlivu se do této východočeské oblasti dostaly a zlidověly zde motivy jinak typické pro oblast pozdější Belgie a Nizozemí.

### Úmrtí
Magdaléna Grambová z Grambu zemřela 24. července 1671 ve Vamberku ve věku přibližně 70 let. Pohřbena byla v kryptě vambereckého kostela sv. Prokopa, spolu s dalšími významnými měšťany.
Příznivé podmínky dopomohly ke konzervaci ostatků v kryptě a vzniku tzv. Vambereckých mumií. Její ostatky byly znovuidentifikovány roku 1890 a posléze spolu s dalšími vystaveny v rámci muzejní expozice. V roce 2000 byly ostatky kvůli nevyhovujícímu prostředí dočasně přemístěny do útrob Broumovského kláštera. V roce 2023 provedli archeologové díky studování lebky rekonstrukci její tváře.